# Astaena abaca
Astaena abaca är en skalbaggsart som beskrevs av Saylor 1946. Astaena abaca ingår i släktet Astaena och familjen Melolonthidae. Inga underarter finns listade.